# Дарко Дамевски
Дарко Дамевски (на македонска литературна норма: Дарко Дамевски) е актьор от Социалистическа република Македония.

## Биография
Роден е на 12 май 1932 г. в град Прилеп. През 1952 г. завършва Държавната средна театрална школа в Скопие. Между 1952 и 1962 г. играе на сцената на Македонския народен театър. През 1964 г. започва работа в Драматичния театър в Скопие.

## Филмография
- Солунските атентатори (1961)
- Цената на града (1970)
- Македонският дял от пъкъла (1971) – Тодор Ангелов – Даскала
- Най-дългият път (1976) – Секула